# Манкусо, Эрос
Эрос Назарено Манкусо (исп. Eros Nazareno Mancuso; род. 17 апреля 1999, Аэдо, Буэнос-Айрес) — аргентинский футболист, защитник клуба «Форталеза».

## Клубная карьера
Манкусо — воспитанник клуба «Бока Хуниорс». 25 июля 2021 году в матче против «Банфилда» он дебютировал в аргентинской Примере. 12 декабря в поединке против «Сентраль Кордова» Эрос забил первый гол за «Бока Хуниорс». Летом 2022 года Манкусо перешёл в «Эстудиантес». 7 августа в матче против «Сан-Лоренсо» он дебютировал за новую команду. В 2023 году в поединке против «Сентраль Кордова» Эрос забил свой первый гол за «Эстудиантес». В том же году игрок помог клубу завоевать Кубок Аргентины.
В 2024 году Манкусо подписал контракт с бразильской «Форталезой». 12 сентября в матче против «Интернасьонала» он дебютировал в бразильской Серии A. 3 ноября в поединке против «Жувентуде» Эрос забил свой первый гол за «Форталезу».

## Достижения
Клубные
 «Эстудиантес»
- Обладатель Кубка Аргентины — 2023